# Stipe Damjanović
Stipe Damjanović (ur. 14 września 1969 w Livnie) – chorwacki zapaśnik walczący w stylu klasycznym. Dwukrotnie wystąpił na igrzyskach olimpijskich  – 1992 i 1996.